# Metropolitan borough
Metropolitan boroughs, også kaldet metropolitan districts, er en betegnelse på storbykommuner i de store byområder i de nordlige og mellemste dele af England. Administrativt er storbykommunerne fordelt mellem seks ceremonielle grevskaber. 

## Det nordøstlige England
Grevskabet Tyne and Wear består af fem Metropolitan boroughs. Det er South Tyneside, North Tyneside, Newcastle upon Tyne, Gateshead og City of Sunderland.

## Yorkshire og Lancashire
De historiske grevskaber Yorkshire og Lancashire omfattede tidligere meget store områder.
I de industrialiserede dele af området er der dannet fire storbygrevskaber, der igen er opdelt i 24 storbykommuner.
- Merseyside med de fem kommuner Liverpool, Sefton, Knowsley, St. Helens og Wirral.
- Stor Manchester med de ti kommuner Bolton, Bury, Oldham, Rochdale, Stockport, Tameside, Trafford, Wigan, Salford og Manchester.
- West Yorkshire med de fem kommuner Bradford, Calderdale, Kirklees, Leeds og Wakefield.
- South Yorkshire med de fire kommuner Barnsley, Rotherham, Sheffield og Doncaster.

Nordøst og nord for storbyområdet ligger der tre tyndere befolkede grevskaber. Der er East Riding of Yorkshire og North Yorkshire samt det nuværende grevskab Lancashire, der er meget mindre end sin historiske forgænger.

## Midlands
Grevskabet West Midlands i regionen Vestmidtland består af syv kommuner. 
Det er City of Birmingham, City of Coventry, City of Wolverhampton, Metropolitan Borough of Dudley, Metropolitan Borough of Walsall, Metropolitan Borough of Sandwell og Metropolitan Borough of Solihull.

## London
Fra 1900 til 1965 blev de 28 kommuner i grevskabet London kaldt for Metropolitan boroughs of the County of London. Siden 1965 er kommunerne i Stor London blevet kaldt for London boroughs, dog har Westminster og selve London city-status.